# Vladimir Suhopan
Vladimir Suhopan (n. circa 1800, Bucovina – d. decembrie 1882, București) a fost un teolog ortodox, traducător și profesor român, care a avut rangul de arhiereu “titular" cu numele de “Irinupoleos".

## Biografie
Vladimir Suhopan s-a născut în jurul anului 1800, în Bucovina, primind la botez numele de Vasile. A urmat studii teologice la Cernăuți, pe care le-a continuat la Universitatea din Viena. S-a călugărit într-una din mănăstirile Bucovinei și a fost hirotonit ierodiacon, iar în anul 1828 ieromonah. Tot atunci a fost numit spiritual și prefect de studii la Seminarul (internatul) clerical din Cernăuți, fiind în paralel și profesor de dogmatică la Institutul Teologic din Cernăuți (1829-1836). Peste câțiva ani a devenit și rector al institutului cernăuțean.
Remarcându-se ca un luptător aprig pentru drepturile românilor aflați sub stăpânire străină, a intrat în conflict cu episcopul Eugenie Hacman și a fost înlăturat de la catedră de către guvernul austriac. În anul 1836, se refugiază în Moldova, unde mitropolitul Veniamin Costache îl numește profesor de dogmatică la Seminarul de la Socola. În 1839, Seminarul se transformă în Academie, iar arhimandritul Vladimir Suhopan devine primul ei rector (1839-1842).
Mitropolitul Meletie Lefter "Brandaburul" (1844-1848) l-a hirotonit arhiereu “titular" cu numele de “Irinupoleos". PS Vladimir participă la acțiunile revoluționare de la 1848, apoi devine egumen al Mănăstirii Doljești-Roman. În anul 1851 vine la conducerea Seminarului clerical din Huși, apoi, împreună cu frații arhierei Filaret și Neofit Scriban, înființează Facultatea de Teologie din Iași (în octombrie 1860), numărându-se printre primii ei profesori și predând cursurile de Istorie bisericească și Teologie dogmatică.
A îndeplinit apoi funcțiile de egumen la Mănăstirea Golia din Iași (1863), director al Cancelariei Mitropoliei Moldovei și vicar al Mitropoliei Ungrovlahiei (1878-1879). Au rămas de la el - în manuscris – câteva manuale de seminar traduse din limba germană: Psihologia după Werner, Arheologia biblică după Iahn și Teologia Morală - după Stapf (ultima în colaborare cu Damaschin Bojâncă).
Arhiereul Vladimir Suhopan a trecut la cele veșnice în decembrie 1882, în București.